# 六龙镇
六龙镇，是中华人民共和国贵州省毕节市大方县下辖的一个乡镇级行政单位。

## 行政区划
六龙镇下辖以下地区：
新丰村、下坝村、和平村、青林村、方井村、顺河村、营盘村、纸厂村、坝子村、头塘村和大梁子村。